# Golf Cup of Nations 1984
De Golf Cup of Nations 1984 was de 7e editie van dit voetbaltoernooi dat werd gehouden in Oman van 9 maart 1984 tot en met 28 maart 1984.

## Speellocatie
| Muscat ( Oman) | Royal Oman Police Stadium Capaciteit: 15.000 |
| -------------- | -------------------------------------------- |
| · Muscat       |                                              |

## Eindstand
| Team                         | GS | W | G | V | DV | DT | DS | Ptn. |
| ---------------------------- | -- | - | - | - | -- | -- | -- | ---- |
| Irak (Play-off)              | 6  | 4 | 1 | 1 | 11 | 4  | +7 | 9    |
| Qatar (Play-off)             | 6  | 4 | 1 | 1 | 9  | 5  | +4 | 9    |
| Saoedi-Arabië                | 6  | 3 | 1 | 2 | 9  | 8  | +1 | 7    |
| Verenigde Arabische Emiraten | 6  | 2 | 3 | 1 | 5  | 4  | +1 | 7    |
| Bahrein                      | 6  | 1 | 2 | 3 | 3  | 6  | –3 | 4    |
| Koeweit                      | 6  | 1 | 2 | 3 | 4  | 8  | –4 | 4    |
| Oman                         | 6  | 0 | 2 | 4 | 3  | 9  | –6 | 2    |

## Wedstrijden
|              |      |             |         |                                   |
| 9 maart 1984 | Oman | 0 − 1       | Bahrein | Royal Oman Police Stadium, Masqat |
| 9 maart 1984 |      | Shuwair 74' |         | Royal Oman Police Stadium, Masqat |

|               |                               |       |         |                                   |
| 10 maart 1984 | V.A.E.                        | 2 − 0 | Koeweit | Royal Oman Police Stadium, Masqat |
| 10 maart 1984 | Al-Talyani 8' S. Abdullah 49' |       |         | Royal Oman Police Stadium, Masqat |

|               |                      |       |                 |                                   |
| 10 maart 1984 | Qatar                | 2 − 1 | Saoedi-Arabië   | Royal Oman Police Stadium, Masqat |
| 10 maart 1984 | Khalfan 21' Zaed 29' |       | M. Abdullah 33' | Royal Oman Police Stadium, Masqat |

|               |               |       |            |                                   |
| 11 maart 1984 | Irak          | 2 − 1 | Oman       | Royal Oman Police Stadium, Masqat |
| 11 maart 1984 | Saeed 25' 29' |       | Hamdan 45' | Royal Oman Police Stadium, Masqat |

|               |            |       |         |                                   |
| 12 maart 1984 | Koeweit    | 1 − 0 | Bahrein | Royal Oman Police Stadium, Masqat |
| 12 maart 1984 | Sultan 35' |       |         | Royal Oman Police Stadium, Masqat |

|               |               |       |       |                                   |
| 12 maart 1984 | V.A.E.        | 1 − 0 | Qatar | Royal Oman Police Stadium, Masqat |
| 12 maart 1984 | Al-Talyani 4' |       |       | Royal Oman Police Stadium, Masqat |

|               |      |       |        |                                   |
| 15 maart 1984 | Irak | 0 − 0 | V.A.E. | Royal Oman Police Stadium, Masqat |
| 15 maart 1984 |      |       |        | Royal Oman Police Stadium, Masqat |

|               |                                             |       |          |                                   |
| 15 maart 1984 | Saoedi-Arabië                               | 3 − 1 | Oman     | Royal Oman Police Stadium, Masqat |
| 15 maart 1984 | Al-Musaibeah 7' Bakhshwain 17' Khalifah 79' |       | Aman 65' | Royal Oman Police Stadium, Masqat |

|               |                    |       |            |                                   |
| 16 maart 1984 | Qatar              | 2 − 1 | Koeweit    | Royal Oman Police Stadium, Masqat |
| 16 maart 1984 | Muftah 15' Ead 49' |       | Shabib 45' | Royal Oman Police Stadium, Masqat |

|               |                              |       |               |                                   |
| 17 maart 1984 | Irak                         | 4 − 0 | Saoedi-Arabië | Royal Oman Police Stadium, Masqat |
| 17 maart 1984 | Shakir 25' Saeed 57' 70' 84' |       |               | Royal Oman Police Stadium, Masqat |

|               |                     |       |      |                                   |
| 18 maart 1984 | Qatar               | 2 − 0 | Oman | Royal Oman Police Stadium, Masqat |
| 18 maart 1984 | Zaed 62' Muftah 68' |       |      | Royal Oman Police Stadium, Masqat |

|               |           |       |             |                                   |
| 18 maart 1984 | V.A.E.    | 1 − 1 | Bahrein     | Royal Oman Police Stadium, Masqat |
| 18 maart 1984 | Obaid 50' |       | Shuwair 35' | Royal Oman Police Stadium, Masqat |

|               |                |       |               |                                   |
| 20 maart 1984 | Saoedi-Arabië  | 1 − 1 | Koeweit       | Royal Oman Police Stadium, Masqat |
| 20 maart 1984 | Al-Nafeasah 4' |       | Abdunnabi 42' | Royal Oman Police Stadium, Masqat |

|               |            |       |         |                                   |
| 20 maart 1984 | Irak       | 1 − 0 | Bahrein | Royal Oman Police Stadium, Masqat |
| 20 maart 1984 | Hashim 66' |       |         | Royal Oman Police Stadium, Masqat |

|               |                |       |              |                                   |
| 21 maart 1984 | V.A.E.         | 1 − 1 | Oman         | Royal Oman Police Stadium, Masqat |
| 21 maart 1984 | F. Khamees 55' |       | G. Khmaes 7' | Royal Oman Police Stadium, Masqat |

|               |          |       |            |                                   |
| 22 maart 1984 | Qatar    | 1 − 1 | Bahrein    | Royal Oman Police Stadium, Masqat |
| 22 maart 1984 | Zaed 60' |       | Farhan 10' | Royal Oman Police Stadium, Masqat |

|               |                          |       |              |                                   |
| 22 maart 1984 | Irak                     | 3 − 1 | Koeweit      | Royal Oman Police Stadium, Masqat |
| 22 maart 1984 | Saeed 47' 75' Allawi 80' |       | Fulaiteh 59' | Royal Oman Police Stadium, Masqat |

|               |                         |       |        |                                   |
| 23 maart 1984 | Saoedi-Arabië           | 2 − 0 | V.A.E. | Royal Oman Police Stadium, Masqat |
| 23 maart 1984 | Khalifah 26' Jassem 86' |       |        | Royal Oman Police Stadium, Masqat |

|               |                            |       |           |                                   |
| 25 maart 1984 | Qatar                      | 2 − 1 | Irak      | Royal Oman Police Stadium, Masqat |
| 25 maart 1984 | Muftah 26' Gorgis 41' (og) |       | Radhi 55' | Royal Oman Police Stadium, Masqat |

|               |         |       |      |                                   |
| 25 maart 1984 | Koeweit | 0 − 0 | Oman | Royal Oman Police Stadium, Masqat |
| 25 maart 1984 |         |       |      | Royal Oman Police Stadium, Masqat |

|               |                   |       |         |                                   |
| 26 maart 1984 | Saoedi-Arabië     | 2 − 0 | Bahrein | Royal Oman Police Stadium, Masqat |
| 26 maart 1984 | Al-Meagil 66' 69' |       |         | Royal Oman Police Stadium, Masqat |

#### Play-off
|               |             |                                   |             |                                   |
| 28 maart 1984 | Irak        | 1 – 1 (n.v.) Strafschoppen: 3 – 2 | Qatar       | Royal Oman Police Stadium, Masqat |
| 28 maart 1984 | Dirjal 102' |                                   | Muftah 109' | Royal Oman Police Stadium, Masqat |

| Winnaar Gold Cup of Nations 1984 |
| -------------------------------- |
|                                  |
| Irak (3de titel)                 |

1970 · 1972 · 1974 · 1976 · 1979 · 1982 · 1984 · 1986 · 1988 · 1990 · 1992 · 1994 · 1996 · 1998 · 2002 · 2003 · 2004 · 2007 · 2009 · 2010 · 2013 · 2014 · 2017 · 2019 · 2023 · 2024